# Rozadas (Villaviciosa)
Rozadas (oficialmente en asturiano: Rozaes) es una parroquia española del concejo de Villaviciosa, en Asturias. Cuenta con una población de 125 habitantes (INE, 2020).

## Localidades
La parroquia está formada por las siguientes poblaciones:
- Cabrafrío (Cabrafíu), casería
- La Casona, casería
- Conceyeru, casería
- La Cortina, casería
- Las Cuartas (Les Cuartes), casería
- La Cueva, casería
- Fabares, aldea
- Los Heros (Los Eros), casería
- La Huelga (La Güelga), aldea
- Las Llanas (Les Llanes), casería
- El Mayao (El Mayáu), casería
- Morvís, aldea
- La Parada, casería
- La Pendiz, casería
- Piñera, aldea
- La Reboria, casería
- El Respingo (El Respigu), casería
- San Andrés, casería
- San Pedrín, barrio
- Sopeñas (Sopeñes), aldea
- Trías (Triás), aldea
- Villanueva, aldea

## Demografía
| Gráfica de evolución demográfica de Rozadas entre 2000 y 2020      |
|                                                                    |
| Población de derecho (2000-2020) según el padrón municipal del INE |